# St Luke’s and Queen Street Church

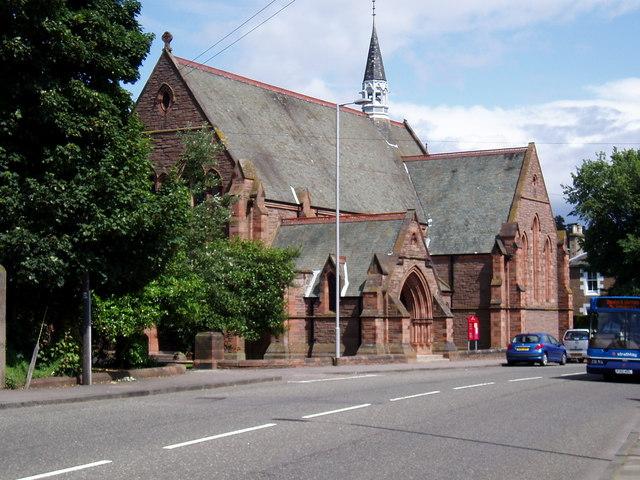
St Luke’s and Queen Street Church

Die St Luke’s and Queen Street Church ist ein Kirchengebäude der presbyterianischen Church of Scotland in der schottischen Stadt Dundee in der gleichnamigen Council Area. 1965 wurde das Bauwerk in die schottischen Denkmallisten in der höchsten Denkmalkategorie A aufgenommen.

## Geschichte
Die Kirchengemeinde wurde im Jahre 1878 als Gemeinde der Free Church of Scotland gegründet. Zunächst nutzte die Gemeinde einen westlich der heutigen Kirche gelegenen Behelfsbau. 1880 zählte sie zu den ersten Gemeinden der Free Church, die Musik während der Sonntagsmesse spielte. Es wurde ein Harmonium genutzt. Die St Luke’s Church wurde von 1883 bis 1884 errichtet. Für den Entwurf zeichnet der schottische Architekt Hippolyte Blanc verantwortlich. Mit der Verschmelzung der schottischen Kirchenorganisationen im Jahre 1929 kam die Gemeinde zur Church of Scotland. 1953 fusionierte sie mit der Gemeinde der Queen Street Church, woraus die St Luke’s and Queen Street Church hervorging.

## Beschreibung
Die St Luke’s and Queen Street Church steht an der Queen Street (A930) nahe der St Stephen’s and West Church. Die Kreuzbasilika ist neogotisch ausgestaltet. Ihr Mauerwerk besteht aus grob zu ungleichförmigen Quadern behauenem rötlichen Bruchstein. Das Hauptportal tritt aus der straßenseitigen Südfassade heraus. Das zweiflüglige Spitzbogenportal mit profilierter Archivolte bietet Zugang zu einem mosaikverziertem Narthex. Strebepfeiler gliedern die Fassade des vier Achsen weiten Langhauses. Entlang des Seitenschiffs sind gepaarte Lanzettfenster und im Obergaden Maßwerke angeordnet. In den Südgiebel des Querhauses sind hingegen hohe, gestufte Lanzettfenster und ein Vierpass eingelassen. An der Ostseite tritt eine polygonale Apsis heraus. Fünf der Bleiglasfenster mit biblischen Motiven wurden von Edward Burne-Jones und William Morris gestaltet.